# Glenea curvilinea
Glenea curvilinea là một loài bọ cánh cứng trong họ Cerambycidae.